# Discoderus impotens
Discoderus impotens är en skalbaggsart som beskrevs av Leconte. Discoderus impotens ingår i släktet Discoderus och familjen jordlöpare. Inga underarter finns listade i Catalogue of Life.